# Ruellia floribunda
Ruellia floribunda là một loài thực vật có hoa trong họ Ô rô. Loài này được Hook. miêu tả khoa học đầu tiên năm 1831.